# 임호근
임호근 (Im Ho-geun, 1939년 11월 1일  ~ )은 한국 선수이다. 그는 1964년 하계 올림픽에서 남자 사격에 참가했다 .